# Phalut
Der Phalut ist ein Berg im Singalila-Kamm im östlichen Himalaya. Er ist mit einer Höhe von 3636 m der zweithöchste Berg im indischen Bundesstaat Westbengalen und des Singalila-Kamms. Der höchste Gipfel ist der Sandakphu, der etwa 21 km weiter südlich liegt. Ein Wanderweg verläuft entlang des Kamms und verbindet beide Orte. Nahe dem Gipfel des Phaluts befindet sich eine kleine Hütte der indischen Armee. Der Berg liegt innerhalb des Singalila-Nationalparks im Distrikt Darjeeling an der Grenze zu Nepal. Der Gipfel wird von nahebei lebenden, indigenen Einwohnern als „Omna Re Ay“ bezeichnet und seit über 300 Jahren als Gottheit verehrt.